# Paulie Pennino
Paul Pennino, noto col soprannome "Paulie" è un personaggio immaginario della saga di Rocky, interpretato da Burt Young. È uno degli unici tre personaggi ad apparire in tutti i film dell'esalogia (insieme al protagonista Rocky Balboa e Tony Evers).

## Creazione
Nella prima sceneggiatura di Rocky scritta da Sylvester Stallone, Adriana viveva con la madre invece che con un fratello. Successivamente, Stallone corresse il copione e sostituì la madre con un fratello italiano di nome "Paulie" che lavorava in una macelleria.

## Biografia del personaggio

### Rocky
Paulie è un italoamericano impiegato in un mattatoio di Philadelphia. Nonostante i modi rozzi e cinici, nonché i problemi d'alcolismo, è il miglior amico di Rocky Balboa, un pugile semi-dilettante. Ha una sorella di nome Adriana, di cui Rocky è innamorato; sarà Paulie a far incontrare i due, il giorno del Ringraziamento. Inoltre farà allenare Rocky all'interno del mattatoio nel quale lavora, facendogli usare i quarti di bue come sacco.

### Rocky II
Dopo il matrimonio tra Rocky e sua sorella, Paulie rimane da solo in casa. Un giorno va al negozio di animali dove lavora Adriana e litiga con lei, accusandola di ostacolare l'allenamento di Rocky; la donna ha un malore e viene condotta d'urgenza in ospedale, dove partorisce prematuramente, entrando in coma. Paulie vorrebbe aiutare Rocky nella sua rivincita contro Apollo, ma decide di rimanere a casa di Rocky ad assistere Adriana, ancora convalescente.

### Rocky III
Rocky è all'apice della sua carriera e Paulie viene arrestato, dopo aver distrutto, in preda ai fumi dell'alcol, un flipper raffigurante il pugile. Rocky gli paga la cauzione, ma i due cognati litigano e la loro amicizia sembra rompersi. I due fanno pace subito e Paulie diventerà il vice-allenatore di Rocky.

### Rocky IV
Benché non abbia un ruolo centrale in questo film, anche nel quarto episodio Paulie aiuta Rocky, assistendo il cognato nel suo allenamento contro Ivan Drago e durante l'incontro finale.

### Rocky V
Paulie, prima di partire per la Russia, ha fatto firmare imprudentemente a Rocky una procura, convinto fosse una proroga per la dichiarazione dei redditi, con il commercialista di famiglia invischiato in un grosso affare immobiliare; fallito l'affare, quest'ultimo lascia Rocky in gravi condizioni economiche. Paulie, Rocky e Adriana sono quindi costretti a tornare nella casa dove vivevano nel secondo film, insieme a Robert jr., il figlio di Rocky. Intanto, "lo Stallone italiano" allena Tommy Gunn, un giovane pugile che poi lo tradisce per il perfido Washington Duke . Tommy sfida Rocky ad un incontro di strada, tanto da picchiare Paulie per indispettirlo. Alla fine Rocky batte sia Tommy Gunn che Washington Duke .

### Rocky Balboa
Paulie ha ormai 66 anni, frustrato dalla morte della sorella. Benché non accetti il fatto di dover condividere il doloroso passato con Rocky, è l'unico vero amico e confidente del cognato.
Un giorno è costretto ad andare in pensione, anche se una vera pensione non l'avrà mai, perché è licenziato in tronco dalla macelleria, in quanto troppo anziano. Solo così Paulie, giunto al ristorante di Rocky, si riappacifica con il cognato sfogandosi in lacrime, facendo pace col passato. Così accetta di aiutare Rocky nel suo allenamento contro Mason Dixon.

## Curiosità
In Rocky Balboa, durante la conferenza pre-incontro, sulla targa del nome si legge Paulie Panina anziché Pennino.
Nel videogioco Rocky Legends è presente anche Paulie che, però, porta il cognome Klein anziché Pennino.